# Pribeta
Pribeta és un poble i municipi d'Eslovàquia que es troba a la regió de Nitra, al sud-oest del país. La primera menció escrita de la vila es remunta al 1312.

## Demografia
| Godina             | 1994 | 2004   | 2014   | 2024   |
| ------------------ | ---- | ------ | ------ | ------ |
| Nombre de persones | 3197 | 3060   | 2901   | 2635   |
| Diferència         |      | −4,28% | −5,19% | −9,16% |

| Godina             | 2023 | 2024   |
| ------------------ | ---- | ------ |
| Nombre de persones | 2665 | 2635   |
| Diferència         |      | −1,12% |